# Spackelfärg

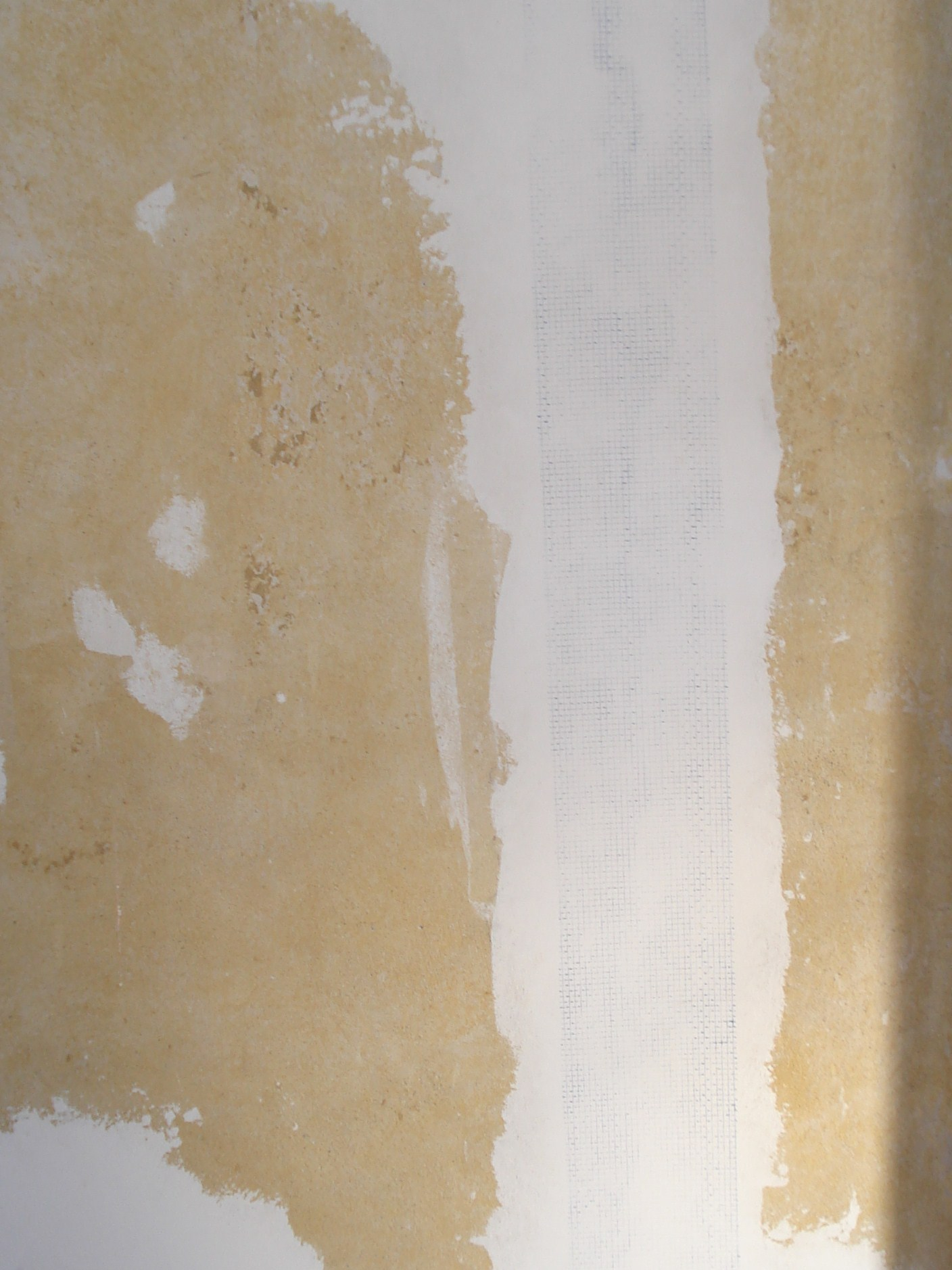
Spackel på en vägg.

Spackelfärg eller spackel är en degartad massa som används för att jämna ut ojämnheter i en yta som skall målas, tapetseras, lackeras eller täckas med något golvmaterial.
Spackelfärg appliceras med spackelspade.
Spackelfärg består av ett fyllnadsmedel och ett bindemedel. Som fyllnadsmedel används bland annat krita eller finmalen sand och som bindemedel bland annat linolja eller syntetharts.

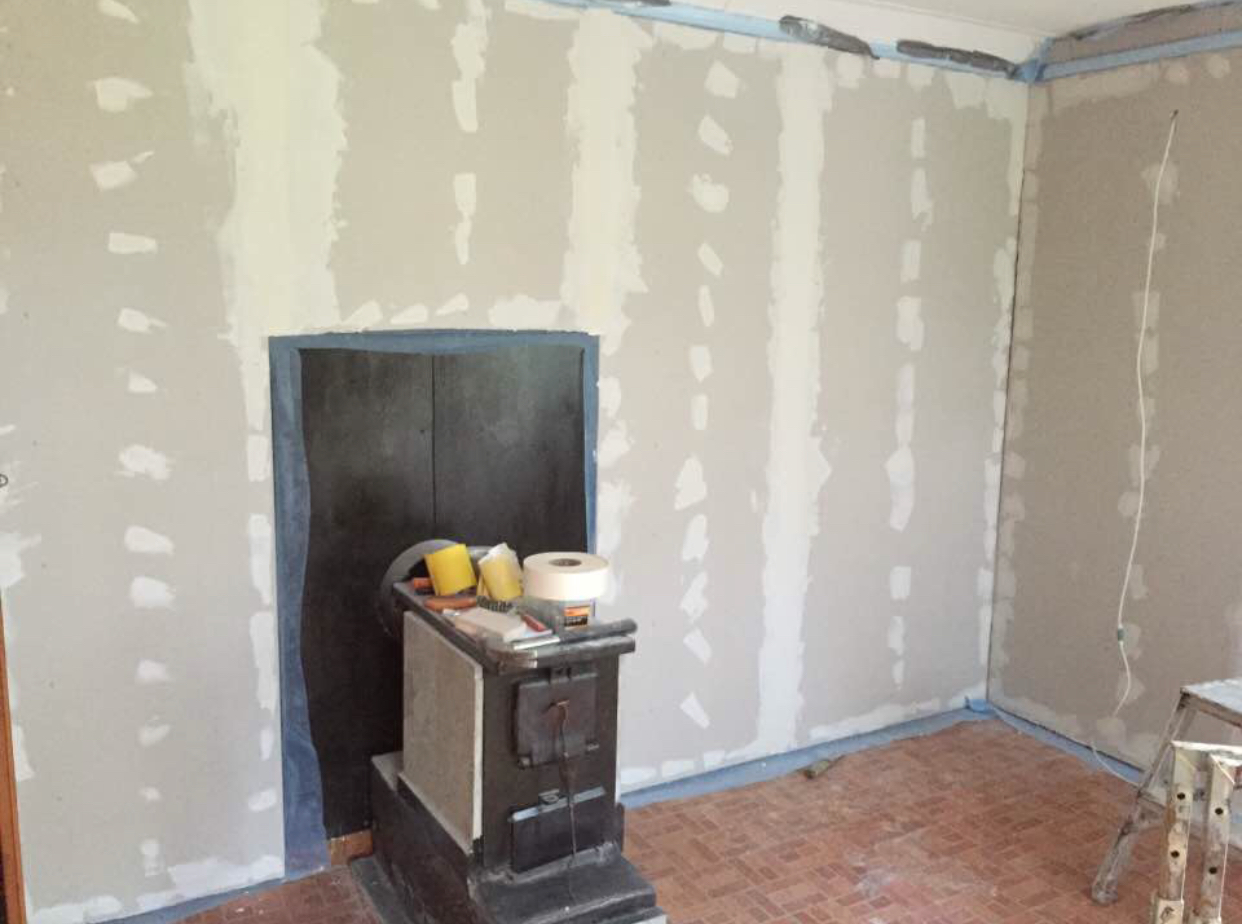
Walls with filler

När spacklet är ordentligt torrt är det lätt att slipa med sandpapper till god jämnhet. 
En erfaren målare hos Kulturhantverkarna har berättat att man i Sverige under 1700- och 1800-talet gärna helspacklade ytorna på möbler, dörrar, fönster, väggar och omfattningar i mycket högre grad än i bland annat våra nordiska grannländer, där man förvånades över att vi var så angelägna om att ha absolut släta ytor[källa behövs]. Man kan se denna förekomst på slott och herresäten med mörk träimitation, eller marmorering på väggar och annan inredning, som blivit utsatta för slitage och slagmärken. Där lyser den vita spacklingen fram iögonfallande.